# Bisdom Ajmer
Het bisdom Ajmer (Latijn: Dioecesis Aimerensis) is een rooms-katholiek bisdom met als zetel Ajmer, in India. Het bisdom is suffragaan aan het aartsbisdom Agra. 

## Geschiedenis
Het bisdom werd opgericht in 1890, als de missio sui iuris Rajputana, uit delen van het aartsbisdom Agra. In 1891 werd het verheven tot apostolische prefectuur. Op 22 mei 1913 werd het verheven tot bisdom en veranderde van naam naar bisdom Ajmer. Op 13 mei 1955 veranderde het van naam naar bisdom Ajmer-Jaipur. Op 20 juli 2005 veranderde het terug naar bisdom Ajmer.

## Parochies
Het bisdom had in 2022 een oppervlakte van 146.680 km2 en telde 23.533.000 inwoners waarvan 0,03% rooms-katholiek was.

## Ordinarii

### Prefecten
- Bertrand Radigue (1891 - 1903)

### Bisschoppen
- Fortunat-Henri Caumont (27 januari 1903 - 4 april 1930)
- Mathurin-Pie Le Ruyet (9 juni 1931 - 16 juli 1938)
- Guy-Léandre Le Floch (13 juni 1939 - 9 augustus 1946)
- Leo D’Mello (21 april 1949 - 15 november 1978)
- Ignatius Menezes (15 november 1978 - 3 november 2012)
- Pius Thomas D’Souza (3 november 2012 - heden)

## Galerij van afbeeldingen

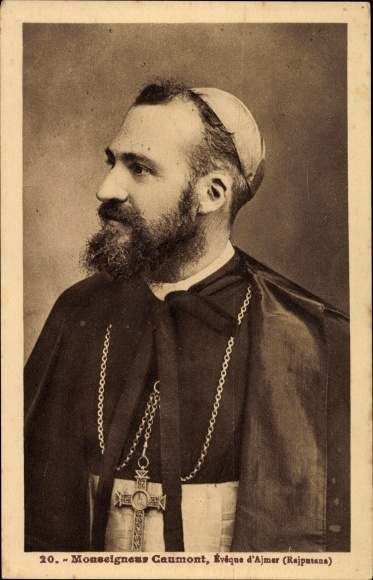
Bisschop Fortunat-Henri Caumont (1903-1930), de eerste bisschop

Agra (aartsbisdom) · Ajmer · Allahabad · Bareilly · Bijnor (Syro-Malabar) · Gorakhpur (Syro-Malabar) · Jaipur · Jhansi · Lucknow · Meerut · Udaipur · Varanasi